# Dalton Schultz
Dalton Chase Schultz (geboren am 11. Juli 1996 in Sandy, Utah) ist ein US-amerikanischer American-Football-Spieler auf der Position des Tight Ends. Er spielte College Football für die Stanford University und steht seit 2023 bei den Houston Texans in der National Football League (NFL) unter Vertrag. Zuvor spielte Schultz fünf Jahre lang für die Dallas Cowboys.

## College
Schultz besuchte die Bingham High School in South Jordan, Utah. Ab 2014 ging er auf die Stanford University, um College Football für die Stanford Cardinal zu spielen. Nach einem Jahr als Redshirt war Schultz 2015 Ergänzungsspieler hinter Austin Hooper, in den folgenden beiden Jahren war er Stammspieler in Stanford. In der Saison 2017 wurde er in das All-Star-Team der Pacific-12 Conference gewählt, anschließend meldete er sich für den NFL Draft an. Insgesamt fing er in 40 Spielen am College 55 Pässe für 555 Yards und fünf Touchdowns. Er wurde vorwiegend als Blocker eingesetzt und verhalf dabei Runningback Bryce Love zum Gewinn des Doak Walker Award.

## NFL
Schultz wurde im NFL Draft 2018 in der vierten Runde an 137. Stelle von den Dallas Cowboys ausgewählt. Als Rookie kam Schultz in elf Spielen zum Einsatz. Zunächst sah er als dritter Tight End hinter Geoff Swaim und Blake Jarwin kaum Einsatzzeit. Vor allem in der zweiten Saisonhälfte wurde Schultz häufiger eingesetzt, nach dem verletzungsbedingten Ausfall von Swaim war er ab dem zwölften Spieltag Starter. Er fing 12 Pässe für 116 Yards und blieb damit im Vergleich zu Jarwin, der 307 Yards und drei Touchdowns verzeichnete, eher unauffällig. Nach der Rückkehr von Jason Witten zu den Cowboys spielte Schultz in der Saison 2019 kaum eine Rolle. Als dritter Tight End hinter Witten und Jarwin wurde er fast ausschließlich als Blocker eingesetzt, er sah lediglich zwei in seine Richtung geworfene Pässe. 
Zur Saison 2020 wechselte Witten zu den Las Vegas Raiders. Da Jarwin sich im ersten Spiel der Saison einen Kreuzbandriss zuzog, war Schultz in der gesamten Spielzeit Starter für die Cowboys und konnte dabei mit 63 gefangenen Pässen für 615 Yards und vier Touchdowns überzeugen. Schultz ging als Starter in seine vierte Saison bei den Cowboys und konnte dabei seine statistischen Werte aus der Vorsaison verbessern. Auch begünstigt durch den zwischenzeitlichen Ausfall von Michael Gallup war Schultz nach Wide Receiver CeeDee Lamb der am zweithäufigsten angespielte Passempfänger der Cowboys in der Regular Season. In der Saison 2021 stellte Schultz mit 78 gefangenen Pässen, 808 Yards Raumgewinn und acht Touchdowns jeweils neue Karrierebestwerte auf. Da sein Vertrag nach der Saison auslief, belegten die Cowboys ihn mit dem Franchise Tag, womit er 10,931 Millionen US-Dollar für die Saison 2022 erhielt.
Am 24. März 2023 unterschrieb Schultz einen Einjahresvertrag im Wert von bis zu neun Millionen US-Dollar bei den Houston Texans. In 15 Spiele für die Texans fing Schultz 59 Pässe für 635 Yards und fünf Touchdowns. Im März 2024 einigte er sich mit den Texans auf eine Vertragsverlängerung um drei Jahre im Wert von 36 Millionen US-Dollar.

### NFL-Statistiken
| Saison                             | Team           | Spiele | Spiele | Receiving | Receiving | Receiving | Receiving | Receiving | Fumbles | Fumbles |
| Saison                             | Team           | GP     | GS     | Rec       | Yds       | Avg       | Lng       | TD        | Fum     | Lost    |
| ---------------------------------- | -------------- | ------ | ------ | --------- | --------- | --------- | --------- | --------- | ------- | ------- |
| 2018                               | Dallas Cowboys | 11     | 7      | 12        | 116       | 9,7       | 17        | 0         | 0       | 0       |
| 2019                               | Dallas Cowboys | 16     | 0      | 1         | 6         | 6,0       | 6         | 0         | 0       | 0       |
| 2020                               | Dallas Cowboys | 16     | 14     | 63        | 615       | 9,8       | 28        | 4         | 1       | 1       |
| 2021                               | Dallas Cowboys | 17     | 15     | 78        | 808       | 10,4      | 32        | 8         | 0       | 0       |
| 2022                               | Dallas Cowboys | 15     | 15     | 57        | 577       | 10,1      | 30        | 5         | 1       | 1       |
| 2023                               | Houston Texans | 15     | 8      | 59        | 635       | 10,8      | 31        | 5         | 1       | 1       |
| 2024                               | Houston Texans | 17     | 13     | 53        | 532       | 10,0      | 32        | 2         | 0       | 0       |
| Total                              | Total          | 107    | 72     | 323       | 3289      | 10,2      | 32        | 24        | 3       | 3       |
| Quelle: pro-football-reference.com |                |        |        |           |           |           |           |           |         |         |